# Tihany
Tihany /ˈtihɒɲ/ è un comune dell'Ungheria di 1.393 abitanti (dati 2008). È situato nella contea di Veszprém.

## Geografia fisica
Tihany si trova a 11 km da Balatonfüred sulla Penisola di Tihany.

## Storia
La penisola di Tihany era un'isola, che si è poi modificata nel tempo per via di successivi interramenti, già abitata all'età del ferro. Di tale periodo è rimasto un fortino di terra. Nelle diverse epoche è stata abitata da varie popolazioni. Il primo documento scritto in cui si menziona il luogo risale al medioevo, quando Re Andrea I fece sorgere a Tihany un'abbazia benedettina, nella cui chiesa inferiore si trova ancora oggi la sua tomba. L'antico comune, situato nella parte più alta, offre uno splendido panorama sia sul Belső-tó (Lago Interno) che sul Külsõ-tó (Lago Esterno).

## Luoghi d'interesse

### Eco di Tihany
Uno dei fenomeni più caratteristici di Tihany è rappresentato dall'eco di Tihany, che deve la sua notorietà alla costruzione della nuova abbazia, ivi realizzata verso la metà del diciannovesimo secolo. La leggenda narra che l'eco provenga da una principessa triste che, avendo rifiutato di sposare il figlio del Re del lago, venne da questi gettata nelle sue acque e obbligata a rispondere per sempre a tutti coloro che di là passavano. Nel parco adiacente all'abbazia, sulla Collina dell'Eco, sorge una statua in bronzo che raffigura la principessa nell'atto di rispondere ai passanti.

### Abbazia benedettina
Nel centro del comune si trova la chiesa barocca con l'abbazia benedettina, che venne fondata nel 1055. Oggi nell'edificio dell'abbazia ha sede anche un museo. Vi si trovano inoltre una cripta e un organo. Visitando l'abbazia in occasione delle funzioni si può notare la proiezione dei testi per i cantori e i fedeli.

### Campo di geyser
Sul dorso del Monte Apáti, situato tra il Lago Esterno ed il comune di Sajkod, si vedono le rupi formate dall'erosione. Tali concrezioni di tufo basaltico, come le rocce della vetta Nyereg, furono coperte di strati di idroquarzite e geyserite sedimentati in seguito alle eruzioni vulcaniche. 
Le sorgenti termali sorte nel corso delle stesse attività vulcaniche con i minerali e i detriti, hanno contribuito alla formazione di circa 150 coni di geyser, di cui sono rimasti una cinquantina.
Il cono più bello, nominato Aranyház (Casa d'oro), offre una magnifica vista sul territorio circostante e sul Lago Interno.

### Le rovine della chiesa di Újlak
Le rovine della chiesa di Újlak si trovano nella parte meridionale della penisola. La chiesa del villaggio di Újlak venne costruita nel dodicesimo-tredicesimo secolo.

### Le rovine della chiesa di Apáti
Le rovine della chiesa di Apáti si trovano nella parte settentrionale della penisola. La chiesa del villaggio di Apáti venne costruita nel dodicesimo secolo. La chiesa fu distrutta durante la dominazione dell'Impero ottomano.